# Quyết Tâm
Quyết Tâm là một phường thuộc thành phố Sơn La, tỉnh Sơn La, Việt Nam.
Phường có diện tích 2,15 km², dân số năm 1999 là 4.370 người, mật độ dân số đạt 2.033 người/km².